# Mézières-sur-Ponthouin

Mézières-sur-Ponthouin este o comună în departamentul Sarthe, Franța. În 2009 avea o populație de 672 de locuitori.